# Влайку, Аурел
Аурел Влайку (19 ноября 1882, Аурел-Влайку, Хунедоара — 13 сентября 1913, Кымпина, Прахова) — румынский инженер, изобретатель, авиаконструктор и пилот.
Родился в селе Бинтинти в Трансильвании, в то время входившей в состав Австро-Венгрии (позже это село было переименовано в его честь). Среднее образование получил в кальвинистской школе в Орасти, которую закончил в 1902 году. Позже учился в Будапештском техническом университете и университете Людвига Максимилиана в Мюнхене, Германия. В 1907 году получил диплом инженера.
После получения высшего образования работал на автомобильном заводе «Opel» в Руссельхайме, Германия. В марте 1909 года Влайку вернулся в родную деревню, чтобы построить планер, на котором совершил свой первый полёт летом того же года. В том же году он переехал в столицу Румынии, Бухарест, где начал строить самолёт, названный им «Влайку I». 17 июня 1910 Влайку совершил первый полёт на своём самолёте. Второй самолёт серии, «Влайку II», был закончен в апреле 1911 года. За этот самолёт Влайку получил денежный приз в сумме 7500 австро-венгерских крон благодаря точности приземления и другим успехам в полёте — это произошло в 1912 году в ходе авиационной недели в Асперне, что близ Вены, где он соревновался с 42 другими пилотами.
Влайку погиб в 1913 году в окрестностях Кымпины, когда его самолёт типа «Влайку II» разбился при попытке пересечь Карпаты. Он был похоронен на кладбище Беллу в Бухаресте.

## Память
- Именем авиатора названа станция метро в Бухарестском метрополитене.
- Портрет Влайку имеется на купюре 50 румынских лей и на монете 50 баней.
- Государственный университет в городе Арад в 1990-м был переименован в честь Ауреля Влайку.
- Второй международный аэропорт Бухареста носит имя пионера румынской авиации.